# Bâtiment fédéral Alfred P. Murrah
Le bâtiment fédéral Alfred P. Murrah (en anglais, Alfred P. Murrah Federal Building) est un ancien bâtiment du gouvernement fédéral américain situé dans le centre-ville d'Oklahoma City en Oklahoma, dans le Sud-Central des États-Unis. Il est la cible d'un attentat perpétré avec un fourgon piégé par Timothy McVeigh le 19 avril 1995 qui le détruit partiellement et provoque la mort de 168 personnes. L'immeuble est ensuite complètement détruit et remplacé par un mémorial.

## Situation
Au milieu de Downtown, l'immeuble s'élevait sur la 5e rue Nord, entre les avenues Harvey, à l'ouest, et Robinson, à l'est.

## Historique

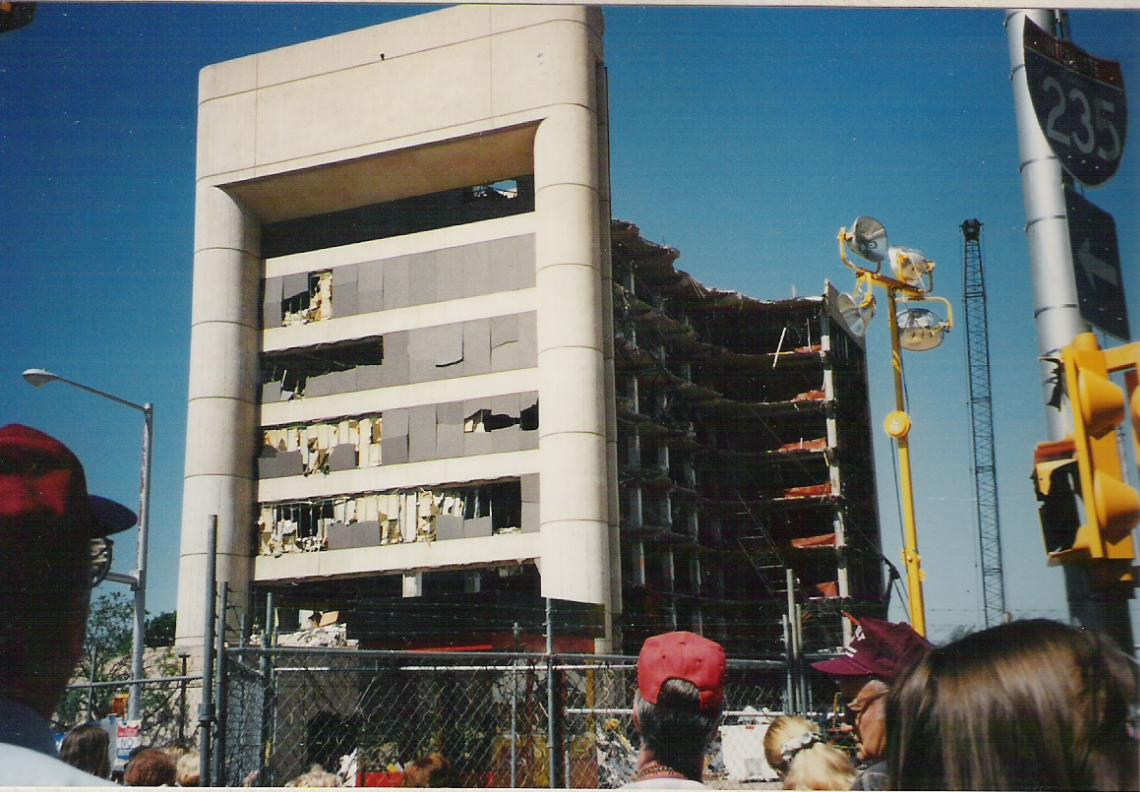
Autre vue du bâtiment partiellement détruit après l'attentat.

Construit en béton armé en 1977, le bâtiment porte le nom du juge fédéral Alfred P. Murrah (en) (1904-1975), originaire de l'Oklahoma où il a commencé sa carrière.
Dans les années 1990, il abrite des bureaux régionaux d'administrations fédérales: Administration de la sécurité sociale, Secret Service, Drug Enforcement Administration (DEA) et Bureau de l'alcool, du tabac, des armes à feu et des explosifs (ATF). Le bâtiment comprend également des bureaux de recrutement pour l'armée et le corps des Marines.
Le 19 avril 1995, un camion contenant plus de 2 200 kilos d'explosifs artisanaux explose du côté nord du bâtiment et le détruit en grande partie, causant la mort de 168 personnes. 
Le 23 mai suivant, les ruines du bâtiment sont démolies. Conformément à une loi de 1997, un mémorial national, l'Oklahoma City National Memorial, est construit et inauguré le 19 avril 2000 par le président Bill Clinton. Il est notamment constitué d'un miroir d'eau encadré par deux portes monumentales, les « portes du temps », et d'un « champ des chaises vides » qui présente 168 chaises pour chaque personne tuée lors de l'attentat. En outre, un fragment de mur situé au nord-est de l'immeuble a été conservé. L'ensemble est complété par un musée situé dans l'ancien siège de The Journal Record, endommagé lors de l'attentat.